# Senigallia Open
Il Senigallia Open, o Internazionali di Senigallia, o ancora Trofeo d'Argento Città di Senigallia (denominazione ufficiale), fu un torneo di tennis che si disputò a Senigallia dal 1965 al 1973 e che nel 1971 costituì una delle competizioni più importanti a livello italiano ed internazionale, essendo stato incluso nel Pepsi-Cola Grand Prix.

## Storia
La storia del torneo è indissolubilmente legata alla figura di Gino Cremonini (1911 - 1975), che divenne presidente del Circolo Tennis Senigallia nel 1965.

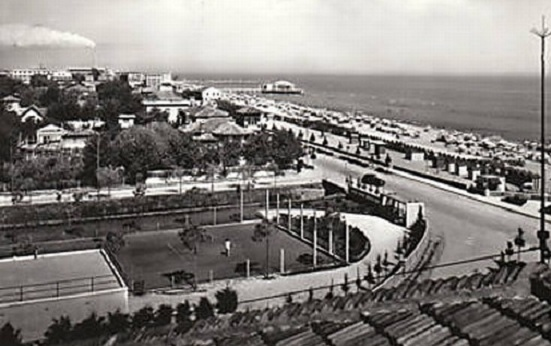
Veduta del Circolo Tennis Senigallia nei primi anni '60. Sullo sfondo, la Rotonda a mare.

Il Cremonini, persona "capace di grandi entusiasmi ed abituata a ragionare in grande", arricchì il circolo di una Club House che favorì un maggiore sviluppo della vita sociale ed affidò il rifacimento dei campi in terra rossa alla ditta Fadini, allora tra le più quotate in Italia. 
Dal suo incontro con l'avvocato Michele Brunetti nacque l'idea di portare a Senigallia il grande tennis, da un lato per onorare lo sport che entrambi amavano e dall'altro per creare un indubbio volano all'economia turistica della cittadina balneare.
La prima edizione del torneo si disputò nel 1965. Da subito gli atleti richiamati a Senigallia furono nomi importanti quali Giuseppe Merlo, Nicola Pietrangeli, Eduardo Zuleta.
Negli anni il torneo crebbe sempre di più, sia nell'affezione del pubblico che partecipava numeroso, che nella considerazione del mondo tennistico, finendo sin dalle prime edizioni annoverato tra i tornei mondiali sulla prestigiosa rivista statunitense World Tennis. Si avvicendarono tra gli altri, sui campi del Ponte Rosso a Senigallia, i seguenti campioni: Ilie Năstase, Ion Țiriac, Martin Mulligan, Giordano Maioli, Adriano Panatta, Nicola Pietrangeli, Jan Kukal, Antonio Zugarelli, Giuseppe Merlo, Sergio Tacchini.
Il torneo fu presto dotato anche di una sezione femminile, alle cui competizioni presero parte le tenniste: Helen Gourlay, Mareè Schacht, Frances McLennan.
Nel 1971 Cremonini riuscì a far ammettere il Torneo di Senigallia nel Pepsi-Cola Grand Prix 1971, con il ragguardevole montepremi di 10.000 dollari. Con la vittoria di Adriano Panatta il torneo Trofeo d'Argento Città di Senigallia entrò definitivamente nella storia del tennis italiano.

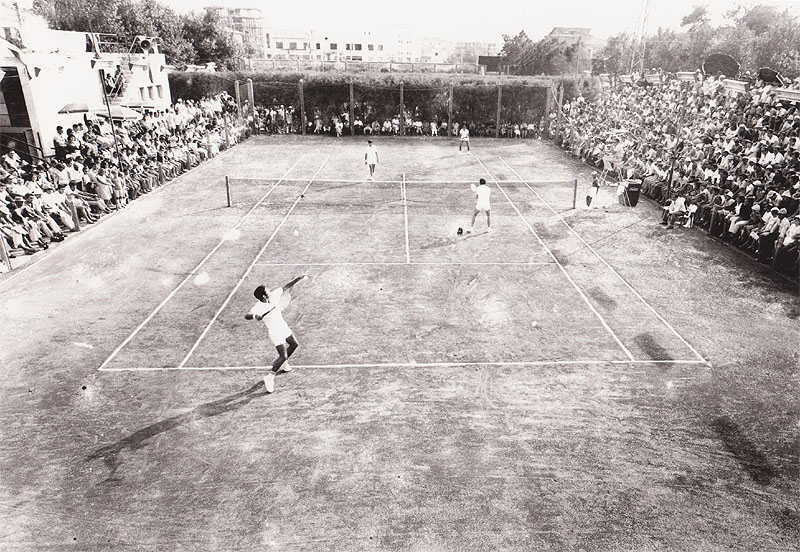
Uno dei match del Torneo Internazionale di Senigallia.

Durante alcune edizioni del torneo, a Senigallia si esibirono contemporaneamente anche quattro diverse nazionali di Coppa Davis. 
Con l'avvento dell'era Open e con la morte di Cremonini, avvenuta nel 1975, finì anche la storia del torneo che non venne più riproposto. Il Circolo Tennis Senigallia, che intanto aveva assunto la denominazione di Circolo Tennis G. Cremonini, continuò la sua attività sinché nel 1995 l'Azienda di Promozione Turistica decise di revocare la gestione dei campi del Ponte Rosso al Circolo Tennis Cremonini di fatto decretando la fine dell'impianto tennistico del Lungomare.

## Albo d'Oro
SINGOLARE MASCHILE:
- 1965: Nicola Pietrangeli
- 1966: Giordano Maioli
- 1967: Ion Țiriac
- 1968: Martin Mulligan
- 1969: Martin Mulligan
- 1970: Jan Kukal
- 1971: Adriano Panatta
- 1972: Ezio Di Matteo
- 1973: Antonio Zugarelli

SINGOLARE FEMMINILE:
- 1965: non disputato
- 1966: Helen Gourlay
- 1967: Helen Gourlay
- 1968: Maria Teresa Riedl
- 1969: Kazuko Sawamatsu
- 1970: Lesley Hunt
- 1971: Lany Kaligis
- 1972: Pat Coleman
- 1973: non disputato